# 崔栄哲
崔 栄哲（チェ・ヨンチョル、朝鮮語: 최영철/崔榮哲、1907年8月2日 - 1991年8月5日）は、大韓民国の校長、政治家。初代全羅南道議会議員、第3代韓国国会議員を歴任した。

## 経歴
全南羅州出身。広島県立呉中学校、千葉高等園芸学校卒。羅州金川中学校校長、湖南園芸高等学校校長、国民会全南道支部宣伝部次長・羅州郡支部長、初代全羅南道議会議員などを歴任した。1954年の第3代総選挙では無所属で羅州郡甲選挙区から出馬し当選し、すぐに民主国民党に入党したが、その後自由党に移籍したことで民主国民党と選挙区民から背信の非難を受けた。
1991年8月5日、ソウル市の江南聖母病院で持病により死去。享年85。

## 不祥事
1958年の第4代総選挙では同じく羅州甲選挙区から出馬したが、落選した。その後、ペアリング票により票を操作した不正選挙が発覚したため、崔本人と公山面長ら関係者6名が起訴された。崔ら4名は拘束された後、1959年3月に懲役1年6か月の刑を言い渡された。